# Château de Pipet
Le château de Pipet est un ancien château fort du XIe siècle dont les vestiges se dressent sur la commune de Vienne dans le département de l'Isère et la région Rhône-Alpes.

## Situation
Le château de Pipet est situé dans le département français de l'Isère sur la commune de Vienne, au sommet du mont Pipet dans le quartier éponyme, à 277 mètres d'altitude.

## Histoire
Le mont Pipet aménagé dès l'époque romaine, sert aux rois de Bourgogne au début du Moyen Âge ou ils construisent une forteresse avec un donjon carré. Elle est remise à l'Église de Vienne en 1023. À partir de 1285, la forteresse est en possession des chanoines de la cathédrale, alors que sur le Mont-Salomon, le nouveau château de la Bâtie appartient à l'archevêque.
Au XIVe et XVe siècles le château est un enjeu dans les conflits entre les chanoines, l'archevêque et le dauphin de Viennois. Au XVIe siècle, très endommagé durant les guerres de religion et pendant la guerre entre les Ligueurs et le roi Henri IV, le château fut mis hors d'usage en même temps que celui de la Bâtie, en exécution d'un arrêt du conseil d'État du 26 janvier 1633, ordonnant la destruction des places fortes du Dauphiné sur ordre de Richelieu dans sa politique contre les derniers féodaux et les huguenots. Les fortifications de Pipet et de la Bâtie sont abattues.